# Гіпотеза вікарія з Брея
Гіпотеза вікарія з Брея — еволюційна гіпотеза, яка намагається пояснити переваги статевого розмноження перед безстатевим.
Суть гіпотези полягає в тому, що популяція зі статевим способом розмноження породить більшу різноманітність фенотипів, і тому найпристосованіші з них зможуть пережити зміну зовнішніх умов навколишнього середовища, в якому вони живуть. При цьому було показано, як статеве розмноження приносить користь для популяції в цілому, але не пояснювалося, в чому полягала його перевага і користь для окремих особин в популяції.
Гіпотезу було названо Монреальським біологом Гремом Беллом на честь вікарія з Брея, уявного священнослужителя, який зберігав свій духовний сан при будь-якій владі, оскільки швидко пристосовувався до релігійних віянь, що переважали, і переходив з протестантизму в католицтво і назад залежно від переконань правлячого монарха.
«Гіпотеза вікарія з Брея», як одна з найважливіших причин поширеності статевого розмноження у світі природи, була прийнята більшістю біологів, поки в 1966 р. Джордж Вільямс у своїй книзі «Адаптація та природний відбір» не піддав її критиці, пояснивши походження колективних ефектів завдяки егоїстичним діям окремих індивідів. Проте нині найпопулярніше пояснення походження та існування статі — «гіпотеза Червоної Королеви», яка стверджує, що статеве розмноження приносить користь окремій особині безпосередньо.